# Conseil de la culture de l'Abitibi-Témiscamingue
Conseil de la culture de l'Abitibi-Témiscamingue (CCAT) est un organisme à but non lucratif qui regroupe, représente et fait la promotion des organismes, des artistes et des travailleurs culturels de la région de l'Abitibi-Témiscamingue.
Chaque automne, le Conseil de la Culture de l'Abitibi-Témiscamingue réalise une tournée de son territoire d'intervention afin de présenter à ses membres les programmes de soutien au milieu culturel offerts par les divers paliers gouvernementaux. En 2019, cette tournée automnale s'est rendue dans les villes de Amos, Rouyn-Noranda, Val-d’Or, Ville-Marie et La Sarre.
Chaque année, l'organisme remet à des artistes de la région le Prix d'excellence en arts et culture,.

## Histoire
Le Conseil de la culture de l'Abitibi-Témiscamingue a été légalement constitué le 25 mai 1977. Il est reconnu comme un conseil régional de la culture par le ministère de la Culture et des Communications depuis l'implantation de la Politique culturelle du Québec de 1982.
Le 12 septembre 2019, Geneviève Béland est nommée présidente du conseil d'administration de l'organisme.Madeleine Perron occupe le poste de direction générale de l'organisme depuis l'année 2004.
À la suite du colloque Vivre son art ici qui a eu lieu en 2000, l'organisme a publié un portrait détaillé des organisations culturelles de la région.
Depuis 2019, le CCAT fait partie du Réseau des agents de développement numérique regroupant les 15 autres conseils régionaux de la culture soutenus par le Ministère de la Culture et des Communications du Québec.

## Mission
La mission du Conseil de la culture de l'Abitibi-Témiscamingue :
- Promouvoir le droit, l’accès et la participation à la culture pour tous les citoyens et toutes les citoyennes.

- Affirmer le rôle de la culture dans le développement de la région, notamment en suscitant la participation des milieux culturels professionnels à la vie de la collectivité.

- Contribuer au positionnement de l'Abitibi-Témiscamingue comme territoire innovant et par la mise en valeur de sa créativité, de sa diversité culturelle et de son rayonnement national et international.

## Membres à vie
- Réal Couture
- Jacques Baril